# Menzi Masuku
Menzi Alson Masuku (Durban, 15 aprile 1993) è un calciatore sudafricano, attaccante del Golden Arrows.

## Carriera

### Club
Ha giocato nella prima divisione sudafricana.

### Nazionale
È stato convocato per i Giochi Olimpici del 2016.